# میکائیل تاکالفرد
میکائیل تاکالفرد (انگلیسی: Mickaël Tacalfred؛ زادهٔ ۲۳ آوریل ۱۹۸۱) بازیکن فوتبال اهل فرانسه است.
از باشگاه‌هایی که در آن بازی کرده‌است می‌توان به باشگاه فوتبال استاد رنس، باشگاه فوتبال دیژون، باشگاه فوتبال آنژه، و باشگاه فوتبال ستاره سرخ اشاره کرد.
وی همچنین در تیم ملی فوتبال جزیره گوادلوپ بازی کرده‌است.